# Bice Ligabue
Beatrice Ligabue, detta Bice (Savigliano, 5 giugno 1895 – Modena, 21 settembre 1981), è stata una politica e partigiana italiana.

## Biografia
Nasce nel 1895 a Savigliano, in provincia di Cuneo, da una famiglia di commercianti che nei primi anni del Novecento si trasferisce a Modena. All'origine del suo impegno politico c'è la morte della sorella minore Anna, attivista del Fronte giovanile socialista, ripetutamente arrestata per motivi politici. Nel 1918 Bice si iscrive al Partito socialista italiano e l'anno seguente partecipa alle manifestazioni legate alle lotte operaie e contadine. Nel 1921 viene eletta nel Comitato direttivo del Partito comunista modenese, di cui fanno parte anche Guido Giberti, Bruno Baroni, Carlo Baroni e il delegato della Federazione giovanile socialista Alfeo Corassori. Nel gennaio del 1922 viene nominata segretario della Federazione comunista modenese a seguito dell'arresto del segretario del partito Guido Giberti. È la prima donna a livello nazionale ad assumere tale incarico.
Nel 1923 viene arrestata e rinchiusa per circa nove mesi nel carcere di Sant'Eufemia; successivamente è rinviata a giudizio, con l'imputazione di associazione a delinquere e di incitamento all'insurrezione contro i poteri dello Stato, presso il tribunale di Roma, dove veniva istruito il primo processo contro i quadri dirigenti del Partito comunista d'Italia. Dopo essere stata assolta, rientra a Modena e prosegue la sua attività politica; nel novembre del 1923 è la referente per l'attività di riorganizzazione del partito, delegata dal segretario interregionale.
Nella primavera del 1924 partecipa al V Congresso dell'Internazionale Comunista a Mosca con la delegazione di cui facevano parte anche Mauro Scoccimarro, Giuseppe Dozza, Palmiro Togliatti, Amadeo Bordiga e Camilla Ravera. Al rientro da Mosca, insieme ad Alfeo Corassori e ai fratelli Baroni, riconferma la sua posizione a sostegno di Bordiga contro le posizioni di Gramsci e avvia la campagna elettorale che darà a Modena per il PCd'I risultati superiori alla media emiliana e nazionale. Nell'agosto del 1924 un'annotazione nella documentazione della Prefettura di Modena la indica come "maggiore esponente" della Federazione comunista provinciale modenese.
Nei mesi successivi rallenta la propria attività a seguito delle prime divergenze intercorse tra i sostenitori della linea bordighiana e i fautori della linea gramsciana. Dopo aver abbandonato la direzione provinciale del partito, nel 1926 fa parte della delegazione italiana diretta da Palmiro Togliatti al VI plenum del Comitato esecutivo del Comintern tenuto in Unione Sovietica. Al rientro in Italia viene posta sotto stretta sorveglianza dalla Prefettura di Modena. Continua l'attività clandestina e cambia il proprio domicilio modenese; nel 1937 si trasferisce a Dinazzano di Casalgrande, dove possiede una casa che durante la Resistenza sarà una base di appoggio per i partigiani. Nel 1945 è nel primo comitato provinciale dell'Unione Donne Italiane. Eletta consigliera comunale, capogruppo del PCI a Modena nel 1946, resta in Consiglio comunale fino alla chiusura della legislatura nel 1951, quando si ritira dalla militanza attiva.
Muore a Modena il 21 settembre 1981, all'età di 86 anni.

## Archivio
Ampia documentazione dell'attività politica di Bice Ligabue è raccolta nel relativo fondo d'archivio, depositato nel 1993 dal Partito Democratico della Sinistra presso l'Istituto per la storia della Resistenza e della società contemporanea della provincia di Modena e oggi conservato al Centro documentazione donna di Modena che le richiese per fini di ricerca. Il fondo librario di Bice Ligabue, costituito da 40 monografie, è invece rimasto presso l'Istituto.
Dell'archivio fa parte materiale relativo all'attività della Ligabue in qualità di membro del PCI e comprende, tra l'altro, relazioni dattiloscritte di argomento politico, resoconti del viaggio del 1926 in Unione Sovietica, materiali preparatori di convegni, iniziative, rassegna stampa. È inoltre presente un nucleo di documentazione personale: tessere di iscrizione al PCI, alla Confederazione generale italiana del lavoro, all'UDI, all'Associazione nazionale partigiani d'Italia, alla Lega nazionale delle cooperative e mutue e all'Associazione nazionale perseguitati politici italiani; quaderni manoscritti contenenti memorie del periodo antifascista; carteggio; cartoline; materiale di studio tra cui opuscoli, volantini di propaganda antifascista, ritagli di articoli di giornale, corrispondenza. Vi si trovano anche materiali relativi all'organizzazione del funerale e l'orazione funebre di Alfonsina Rinaldi, militante del PCI e futuro sindaco di Modena.